# Elecciones generales de Guatemala de 1974
El domingo 3 de marzo de 1974 hubo elecciones generales en Guatemala para elegir al nuevo presidente y vicepresidente de la república, así como a 60 diputados del Congreso.

## Elecciones presidenciales
En las elecciones presidenciales del 3 de marzo de 1974 ninguno de los candidatos ganó más del 50% de los votos.  Por consiguiente el 12 de marzo de 1974 se realizó una votación en el Congreso de Guatemala, en la que fue elegido el general Kjell Eugenio Laugerud García como presidente de la República de Guatemala. 
Resultados elecciones presidenciales del 3 de marzo de 1974
| Candidato                   | Partido               | Voto público | Voto público | Voto Congreso | Voto Congreso |
| Candidato                   | Partido               | Votos        | %            | Votos         | %             |
| --------------------------- | --------------------- | ------------ | ------------ | ------------- | ------------- |
| Gen. Laugerud García        | PID-MLN               | 298.953      | 44,61        | 32            | 100           |
| Gen. José Efraín Ríos Montt | FNO                   | 228.067      | 34,03        | 0             | 0             |
| Cor. Ernesto Paíz Novales   | PR                    | 143.111      | 21,36        | -             | -             |
| Votos inválidos/nulos       | Votos inválidos/nulos | 57.059       | -            |               | -             |
| Total                       | Total                 | 727.174      | 100          | 60            | 100           |
| Fuente: Nohlen              |                       |              |              |               |               |

¹ El Frente de Oposición Nacional (FON) era una alianza entre la Democracia Cristiana Guatemalteca (DCG) , el Frente Unido Revolucionario Democrático (FURD),  y el Partido Revolucionario Auténtico (PRA) (después conocido como Partido Social Demócrata (PSD)).

## Elecciones legislativas
Resultados elecciones legislativas del 3 de marzo de 1974
| Partido                                 | Votos | % | Escaños | +/- |
| --------------------------------------- | ----- | - | ------- | --- |
| Movimiento de Liberación Nacional (MLN) |       |   | 16      | -   |
| Partido Institucional Democrático (PID) |       |   | 14      | -   |
| Frente Nacional de Oposición (FNO)      |       |   | 14      | -   |
| Partido Revolucionario (PR)             |       |   | 10      | -9  |
| Central Aranista Organizada (CAO)       |       |   | 6       | -   |
| Votos inválidos/nulos                   |       | - | -       | -   |
| Total                                   |       |   | 60      | +5  |